# Space (Becky Hill)
Space è un singolo della cantante britannica Becky Hill, pubblicato il 2 ottobre 2020.

## Video musicale
Il video musicale è stato reso disponibile il 2 ottobre 2020, in concomitanza con l'uscita del brano.

## Tracce
Testi e musiche di Rebecca Claire Hill, David Whelan, Josh Record, Mark Ralph e Michael Di Scala.
Download digitale
1. Space – 3:17

Download digitale – Acoustic
1. Space (Acoustic) – 3:21

Download digitale – Remixes EP
1. Space (Nathan Dawe Remix) – 2:23
2. Space (Solardo Remix) – 4:43
3. Space (Bruno Martini Remix) – 3:03
4. Space (Majestic Remix) – 3:14

Download digitale – Shane Codd Remix
1. Space (Shane Codd Remix) – 3:19

## Formazione
Musicisti
- Becky Hill – voce
- David Whelan – programmazione
- Mark Ralph – programmazione
- Michael Di Scala – programmazione

Produzione
- David Whelan – produzione
- Mark Ralph – produzione
- Michael Di Scala – produzione
- Ryan Ashley – produzione vocale
- Chris Gehringer – mastering
- Mark "Spike" Stent – missaggio
- Matt Wolach – assistenza al missaggio

## Classifiche
| Classifica (2020) | Posizione massima |
| ----------------- | ----------------- |
| Regno Unito       | 79                |